# Olga Tañón
Olga Tañón, née le 13 avril 1967 à Santurce, est une chanteuse portoricaine de merengue et de ballades romantiques.

## Biographie
Née le 13 avril 1967 à Santurce (Porto Rico) , elle est issue d’une famille de classe moyenne. Sa carrière musicale commence avec le groupe Shantel dont elle se séparera peu après, pour se faire connaître en 1994 comme soliste, avec la chanson Se que vendras llorando, et ensuite Muchacho malo, Basta ya, Me sube y me baja, Tu amor, Hielo y fuego, Como olvidar, Así es la vida, Bandolero, etc.
En 1998, Olga Tañón épouse la star portoricaine du baseball Juan González. En 1999, après plusieurs scandales, ce mariage aboutit à un divorce. Le couple aura un enfant, Gabriela González Tañón. En 2006, afin de venir en aide au immigrants latino-américains aux États-Unis, la chanteuse enregistre "Nuestro Himno" avec le rappeur Pitbull, Carlos Ponce et Wyclef Jean.

## Discographie
- 1992	Sola
- 1993	Mujer de Fuego
- 1994	Siente El Amor
- 1995   Éxitos y Más
- 1996	Nuevos Senderos
- 1997	Llévame Contigo
- 1998	Te Acordaras de Mí
- 1999	Olga Viva Viva Olga
- 2001	Yo Por Ti
- 2002	Sobrevivir
- 2003	A Puro Fuego
- 2005   Como Olvidar: Lo Mejor de Olga
- 2005	Una Nueva Mujer
- 2006   100% Merengue
- 2006   Soy Como Tú
- 2007   Éxitos en 2 Tiempos
- 2008   Fuego en Vivo Vol. 1 Sólo Éxitos
- 2008   Fuego en Vivo Vol. 2 Sólo Éxitos
- 2009   4/13

L'album A Puro Fuego a été sélectionné en tant que meilleur album de musique tropicale aux Billboard Latin Awards 2004 et à Lo Nuestro 2004, et la chanson Así es la vida meilleure chanson tropicale aux Billboard Latin Awards 2004 (Celle-ci a été reprise en salsa par le groupe Bad Boys Salsa).
Bandolero (en duo avec Jose Luis Morin) a été sélectionnée en tant que meilleure chanson tropicale aux Latin Grammy Awards 2005.